# Hats Off to the Bull
Hats Off to the Bull è il sesto album discografico in studio del gruppo musicale hard rock statunitense Chevelle, pubblicato nel dicembre 2011.

## Tracce
1. Face to the Floor – 3:38
2. Same Old Trip – 3:09
3. Ruse – 4:39
4. The Meddler – 4:13
5. Piñata – 3:54
6. Envy – 4:19
7. Hats Off to the Bull – 3:55
8. Arise – 4:25
9. Revenge – 3:30
10. Prima Donna – 3:40
11. Clones – 3:27

## Gruppo
- Pete Loeffler - voce, chitarra
- Sam Loeffler - batteria
- Dean Bernardini - basso, cori